# Lampron
Lampron o Lambron, ((HY)  Լամբրոն բերդ, (FR)  Les Embruns, (AR)  Namrun o Namroun, (TR)  Namrun Kalesi) è un castello che domina la vicina città di Çamlıyayla, nella Provincia di Mersin, in Turchia.
Situato sui Monti del Tauro, fu l'inespugnabile chiave d'accesso alle Porte della Cilicia, l'importante valico sulla via che porta a Tarso ed alla pianura della Cilicia.
Dalla parte meridionale del valico, sulla cima piatta di un ripido sperone roccioso, si ergono le possenti mura e le torri della fortezza superiore e di quella inferiore, oltre ai resti di un grande insediamento residenziale.
L'approvvigionamento d'acqua era garantito da un tunnel che porta ad una sorgente con una vasca.
Nel medioevo, quando era parte del Regno armeno di Cilicia fu la casa ancestrale della dinastia regnante armena degli Hetumidi.